# Bahía de Anibare
Bahía de Anibare (en inglés: Anibare Bay) es una bahía grande situada en el distrito de Anibare, en la parte oriental de la isla y nación de Nauru.
Esta limitada por cabos al norte y al sur, en los distritos de Ijuw y Meneng respectivamente.
Su playa también llamada Anibare es de más de dos kilómetros de largo. Anibare se formó por el colapso bajo el agua de la zona este del volcán que subyace en Nauru. Un arco grande en forma de bloque y girado hacia fuera. Este bloque se extiende a unos 1100 metros bajo el nivel del mar, con ásperos y abultados depósitos con deslizamientos a 2000 metros bajo el nivel del mar.